# Oberndorf (Kraftsdorf)
Oberndorf ist ein Ortsteil von Kraftsdorf im Landkreis Greiz in Thüringen.

## Geografie
Oberndorf liegt westlich von Kraftsdorf unmittelbar an der Grenze zum Saale-Holzland-Kreis und kurz vor Hermsdorf. Die Landesstraße 1070 von Gera nach Hermsdorf verläuft ansteigend durch das Tal der Erlbaches, dessen Quelle in der Gemarkung von Oberndorf entspringt. Dort ist auch die Wasserscheide Saale/Weiße Elster. Östlich von Oberndorf verläuft die Bahnstrecke Weimar–Gera. Die Gemarkung des Ortes befindet sich im Buntsandsteingebiet und besitzt eine Höhenlage von 325 bis 350 Meter über NN. Nördlich der Feldflur verläuft die Bundesautobahn 4.

## Geschichte
Am 1. Dezember 1433 wurde der Ort erstmals urkundlich erwähnt. Früher mussten zwölf Bauern für das Kloster Lausnitz Frondienst leisten. Der Ort gehörte zum wettinischen Kreisamt Eisenberg, welches aufgrund mehrerer Teilungen im Lauf seines Bestehens unter der Hoheit verschiedener Ernestinischer Herzogtümer stand. 1826 kam der Ort mit dem Südteil des Kreisamts Eisenberg und der Stadt Eisenberg vom Herzogtum Sachsen-Gotha-Altenburg zum Herzogtum Sachsen-Altenburg. Ab 1920 gehörte er zum Freistaat Thüringen.
Die Oberndorfer Kirche wurde schon 1400 erbaut. 1776 musste sie wegen Baufälligkeit wieder abgebrochen werden. 1904 brannte sie wegen Blitzschlag ab und wurde schon 1905 wieder eingeweiht. Oberndorf war Besitzer eines Wasserturmes, der um 1990 stillgelegt wurde. Im Ort sind Bauern für die Landwirtschaft und Holzbearbeitung tätig. Die Kirche erhielt zu DDR-Zeiten eine neue Orgel aus der Kirche in Wilchwitz, die 1974 wegen Baufälligkeit abgerissen wurde.